# ノラン・ルー
ノラン・ルー（Nolan Roux、1988年3月1日 - ）は、フランス・コンピエーニュ出身の元サッカー選手。現役時代のポジションはFW。

## 経歴
1999年からSMカーンのユースチームに所属し、その後2004年にRCランスに移籍。2008年にトップチームに昇格した。2009年夏、ランスでたった1試合出場したのちに、スタッド・ブレスト29へ移籍。2012年1月にリールへ移籍。2015年、ASサンテティエンヌに移籍。2017年7月20日、FCメスに移籍。2018年6月19日、EAギャンガンに移籍。2024年5月1日、現役引退を表明した。

## 代表歴
フランスU-21代表でプレーした。

## 所属クラブ
- RCランス 2008-2009
- スタッド・ブレスト29 2009-2012
- リール 2012-2015
- ASサンテティエンヌ 2015-2017
- FCメス 2017-2018
- EAギャンガン 2018-2020
- ニーム・オリンピック 2020-2021
- LBシャトールー 2021-2023